# Шарский, Станислав
Станислав Шарский (чеш. Stanislav Šárský; 11 октября 1939[…], Прага[…] — 20 июня 2025, Острава) — чешский театральный актёр.

## Биография
Станислав Шарский родился в Праге, но рос в нескольких местах, поскольку его семья переезжала из-за отца, который был профессиональным военным. Окончив среднюю школу, он безуспешно пытался поступить на пражский Театральный факультет Академии музыкальных искусств, куда поступил уже после окончания военной службы.
Актёр, постоянно проживающий в Остраве, с 1993 года играл в пражских театральных труппах (некоторое время работал в театре «Рококо») и до смерти проживал в Остраве.
С 2003 года он работал в Театре Шванда на Смихове в Праге. С сезона 2013/2014 он работал в Моравском театре в Оломоуце. В 2023 году он получил премию «Талия» за выдающиеся достижения в области драмы.
Помимо театра, он снялся в нескольких эпизодах сериала «Бакалари» и сыграл тренера Хроузека-старшего в комедийном сериале «Лайна».
Станислав Шарский умер 20 июня 2025 года в возрасте 85 лет.